# 世界選手権自転車競技大会ロードレース

マイヨ・アルカンシエル

世界選手権自転車競技大会ロードレース（せかいせんしゅけんじてんしゃきょうぎたいかい ろーどれーす 英: UCI Road World Championships）は、例年9月下旬ないし10月初旬に行われる世界選手権自転車競技大会のロードレース部門の大会である。「UCIロード世界選手権大会」とも呼ばれる。

## 概要
一般のロードレース大会の参加チームはUCIに登録された各チームによって行われているが、当大会では国別のナショナルチームで争われる。また、いずれの種目も1日で勝負を決するワンデイレースとなっている。優勝者には金メダルとともに、マイヨ・アルカンシエルと称するジャージが贈呈される。
また、開催地は各年各国持ち回りとなっている。
1921年に、男子アマチュア（アマ）の個人ロードレース1種目だけの開催で開始され、1927年より男子プロ・個人ロードレースが新たに加わった。さらに1958年から女子個人ロードレースが、1962年から男子アマ・チームタイムトライアル（略称：TTT）が、1987年から女子TTTがそれぞれ追加されることになった。
しかし、1992年のバルセロナオリンピックを最後にオリンピックでのTTTが廃止され、当大会においても、1994年限りで男女それぞれのTTTが廃止されることになった。一方、1994年より当大会で、男女の個人タイムトライアル（略称：ITT）が実施され、後に1996年のアトランタオリンピックでも、男女のITTが採用されることになった。
さらにアトランタオリンピックより、プロとアマの垣根を撤廃し、オープン化することになったことを受け、1995年限りで男子アマ・個人ロードレースを廃止。そして1996年からは、前年に廃止された男子アマ・個人ロードレースに代わり、男子23歳未満（略称U23）・個人ロードレースが、U23・ITTとともに行われるようになった。
ジュニア世界選手権自転車競技大会（ジュニア世界選）が1975年に開始され、当初はロードレースとトラックレースを同一開催期間中に行なっていたが、1997年より分離され、当大会でジュニア部門を実施することになった。しかし2005年以降、再びジュニア世界選に包括された後、2011年より再び分離し、当大会でジュニア部門を実施することになった。
2012年からは、UCIに登録された各チームによる男女のTTTが追加されたが、2018年をもって廃止された。なお、この競技に優勝したチームの選手にはマイヨ・アルカンシエルは贈呈されなかった。これに代わり2019年から国別対抗で行われる、男女混合TTTリレーが追加された。
現在は開催時期が異なるが、1995年まで、一部の年を除き、同一国で世界選手権自転車競技大会トラックレースと同一時期に包括開催が行われていた。また、2023年には13種目を同一地域で同一時期の包括開催を実施した。UCIは今後、4年に一度この包括した世界選手権大会を行う方針を示している。

## 種目の特徴と記録

### 個人ロードレース
レースは周回コースを基本としていることが多く、女子や男子のU23（23歳以下）のレースも周回数が違うだけで同じコースを使用する。また国別対抗戦であるということもこの大会の特徴であり、普段はライバルとして走っている選手がチームメイトになるため、通常では見られないようなメンバーで走行するシーンでレースは進行される。
選手たちはナショナルジャージに身を包み、己のプライドと国の威信をかけて世界最高峰のワンデーレースを走る為、普段ワンデーレースに出走しない選手が出場したり、クラシックレースで見られないレース内容で展開されるケースもある。
ショーン・ケリーやロジェ・デフラミンクといった「クラシックスペシャリスト」と呼ばれた名選手でも個人ロードレースを制覇することができなかった例もあり、ツール・ド・フランス史上初の5回の総合優勝を果たしたジャック・アンクティルは、個人ロードレースに加え、トラックレースの個人追抜でも最高の成績は2位どまりであり、一度もアルカンシエルを袖に通すことができなかった。
歴代の優勝者にはロードレース史に名を残す選手が並んでいる。

### 個人タイムトライアルレース
個人タイムトライアルは1994年に新設された。コースレイアウトは概ねツール・ド・フランスなどにおけるタイムトライアルステージと似た設定が多く、この種目を得意とする選手が実績を上げている。

### 顕著な実績を上げている選手（男子）
個人ロードレースで3回の優勝（歴代最多）
| 名前                         | 国         | 優勝年度               |
| ---------------------------- | ---------- | ---------------------- |
| アルフレッド・ビンダ         | イタリア   | 1927年、1930年、1932年 |
| リック・バンステーンベルヘン | ベルギー   | 1949年、1956年、1957年 |
| エディ・メルクス             | ベルギー   | 1967年、1971年、1974年 |
| オスカル・フレイレ           | スペイン   | 1999年、2001年、2004年 |
| ペーター・サガン             | スロバキア | 2015年、2016年、2017年 |

※メルクスはアマチュア種目でも1964年に優勝している。
個人ロードレースで2連覇以上
| 名前                         | 国         | 連覇数 | 優勝年度       |
| ---------------------------- | ---------- | ------ | -------------- |
| ペーター・サガン             | スロバキア | 3      | 2015年～2017年 |
| ジョルジュ・ロンセ           | ベルギー   | 2      | 1928年～1929年 |
| リック・バンステーンベルヘン | ベルギー   | 2      | 1956年～1957年 |
| リック・ファン・ローイ       | ベルギー   | 2      | 1960年～1961年 |
| ジャンニ・ブーニョ           | イタリア   | 2      | 1991年～1992年 |
| パオロ・ベッティーニ         | イタリア   | 2      | 2006年～2007年 |
| ジュリアン・アラフィリップ   | フランス   | 2      | 2020年～2021年 |

個人ロードレースで“トリプルクラウン（三冠王）”を達成
| 名前                 | 国           | 優勝年度 |
| -------------------- | ------------ | -------- |
| エディ・メルクス     | ベルギー     | 1974年   |
| ステファン・ロッシュ | アイルランド | 1987年   |
| タデイ・ポガチャル   | スロベニア   | 2024年   |

個人ロードレースと個人タイムトライアルの両種目で優勝
| 名前                   | 国       | 優勝年度         | 優勝年度             |
| 名前                   | 国       | 個人ロードレース | 個人タイムトライアル |
| ---------------------- | -------- | ---------------- | -------------------- |
| アブラハム・オラーノ   | スペイン | 1995年           | 1998年               |
| レムコ・エヴェネプール | ベルギー | 2022年           | 2023年、2024年       |

個人タイムトライアルで2回以上の優勝
| 名前                       | 国             | 優勝回数 | 優勝年度                       |
| -------------------------- | -------------- | -------- | ------------------------------ |
| ファビアン・カンチェラーラ | スイス         | 4        | 2006年～2007年、2009年～2010年 |
| トニー・マルティン         | ドイツ         | 4        | 2011年～2013年、2016年         |
| マイケル・ロジャース       | オーストラリア | 3        | 2003年～2005年                 |
| ヤン・ウルリッヒ           | ドイツ         | 2        | 1999年、2001年                 |
| ロハン・デニス             | オーストラリア | 2        | 2018年～2019年                 |
| フィリッポ・ガンナ         | イタリア       | 2        | 2020年～2021年                 |
| レムコ・エヴェネプール     | ベルギー       | 2        | 2023年～2024年                 |

## 歴代優勝・上位入賞者
| 種別                       | 参照項目 |
| -------------------------- | --- |
| 男子個人ロード             | →「 世界自転車選手権競技大会男子ロードレース歴代優勝者 § 個人ロードレース 」を参照                               |
| 男子タイムトライアル       | →「 世界自転車選手権競技大会男子ロードレース歴代優勝者 § 個人タイムトライアル 」を参照                           |
| 男子チームタイムトライアル | →「 世界自転車選手権競技大会男子ロードレース歴代優勝者 § チームタイムトライアル 」を参照                         |
| 女子個人ロード             | →「 世界自転車選手権競技大会女子ロードレース歴代優勝者 § 個人ロードレース 」を参照                               |
| 女子タイムトライアル       | →「 世界自転車選手権競技大会女子ロードレース歴代優勝者 § 個人タイムトライアル 」を参照                           |
| 男子U-23個人ロード         | →「 世界選手権自転車競技大会・カテゴリー別ロードレース歴代優勝者 § 男子アンダー23・個人ロードレース 」を参照     |
| 男子U-23タイムトライアル   | →「 世界選手権自転車競技大会・カテゴリー別ロードレース歴代優勝者 § 男子アンダー23・個人タイムトライアル 」を参照 |

## 日本人選手の主な記録
当大会における、日本人選手の最高順位は、男子は当大会初参加となった1936年、出宮順一がアマ・ロードレースで記録した7位である。プロ・ロードレース（現・エリート・ロードレース）部門に初出場したのは1973年の加藤善行（競輪選手）であるが、途中棄権に終わった。1987年に日本人初のプロロード選手である市川雅敏が43位に入って初完走を記録したものの、以後も完走が精一杯という状況が続いていたが、2010年の男子エリートでは、新城幸也が9位に入り、プロロードレース時代を含め、同種目史上初の一桁着順を記録した。女子は2014年大会における與那嶺恵理の22位が最高である。

## 歴代開催国
| 年                                               | 開催国         | 開催地                               |
| ------------------------------------------------ | -------------- | ------------------------------------ |
| 1921                                             | デンマーク     | コペンハーゲン                       |
| 1922                                             | イギリス       | リバプール                           |
| 1923                                             | スイス         | チューリッヒ                         |
| 1924                                             | フランス       | パリ                                 |
| 1925                                             | オランダ       | アペルドールン                       |
| 1926                                             | イタリア王国   | ミラノ                               |
| 1927                                             | ドイツ国       | ニュルブルク                         |
| 1928                                             | ハンガリー王国 | ブダペスト                           |
| 1929                                             | スイス         | チューリッヒ                         |
| 1930                                             | ベルギー       | リエージュ                           |
| 1931                                             | デンマーク     | コペンハーゲン                       |
| 1932                                             | イタリア王国   | ローマ                               |
| 1933                                             | フランス       | モンルエリ                           |
| 1934                                             | ドイツ国       | ライプツィヒ                         |
| 1935                                             | ベルギー       | フロルフ                             |
| 1936                                             | スイス         | ベルン                               |
| 1937                                             | デンマーク     | コペンハーゲン                       |
| 1938                                             | オランダ       | ファルケンビュルフ・アーン・デ・フル |
| 第二次世界大戦のため、1939年〜1945年まで開催中止 |                |                                      |
| 1946                                             | スイス         | チューリッヒ                         |
| 1947                                             | フランス       | ランス                               |
| 1948                                             | オランダ       | ファルケンビュルフ・アーン・デ・フル |
| 1949                                             | デンマーク     | コペンハーゲン                       |
| 1950                                             | ベルギー       | モールスレデ                         |
| 1951                                             | イタリア       | ヴァレーゼ                           |
| 1952                                             | ルクセンブルク | ルクセンブルク市                     |
| 1953                                             | スイス         | ルガーノ                             |
| 1954                                             | 西ドイツ       | ゾーリンゲン                         |
| 1955                                             | イタリア       | フラスカーティ                       |
| 1956                                             | デンマーク     | コペンハーゲン                       |
| 1957                                             | ベルギー       | ワレヘム                             |
| 1958                                             | フランス       | ランス                               |
| 1959                                             | オランダ       | ザントフォールト                     |
| 1960                                             | 東ドイツ       | カール＝マルクス＝シュタット         |
| 1961                                             | スイス         | ベルン                               |
| 1962                                             | イタリア       | サロ                                 |
| 1963                                             | ベルギー       | ロンス                               |

| 年   | 開催国           | 開催地                               |
| ---- | ---------------- | ------------------------------------ |
| 1964 | フランス         | サランシュ                           |
| 1965 | スペイン         | サン・セバスティアン                 |
| 1966 | 西ドイツ         | ニュルブルク                         |
| 1967 | オランダ         | ヘールレン                           |
| 1968 | イタリア         | イーモラ                             |
| 1969 | ベルギー         | ゾルダー                             |
| 1970 | イギリス         | レスター                             |
| 1971 | スイス           | メンドリージオ                       |
| 1972 | フランス         | ギャップ                             |
| 1973 | スペイン         | バルセロナ                           |
| 1974 | カナダ           | モントリオール                       |
| 1975 | ベルギー         | イヴォワール                         |
| 1976 | イタリア         | オストゥーニ                         |
| 1977 | ベネズエラ       | サン・クリストバル                   |
| 1978 | 西ドイツ         | ニュルブルク                         |
| 1979 | オランダ         | ファルケンビュルフ・アーン・デ・フル |
| 1980 | フランス         | サランシュ                           |
| 1981 | チェコスロバキア | プラハ                               |
| 1982 | イギリス         | グッドウッド・ハウス                 |
| 1983 | スイス           | アルテンルハイン                     |
| 1984 | スペイン         | バルセロナ                           |
| 1985 | イタリア         | ジャーヴェラ・デル・モンテッロ       |
| 1986 | アメリカ合衆国   | コロラド・スプリングス               |
| 1987 | オーストリア     | フィラッハ                           |
| 1988 | ベルギー         | ロンス                               |
| 1989 | フランス         | シャンベリ                           |
| 1990 | 日本             | 宇都宮市                             |
| 1991 | ドイツ           | シュトゥットガルト                   |
| 1992 | スペイン         | ベニドルム                           |
| 1993 | ノルウェー       | オスロ                               |
| 1994 | イタリア         | アグリジェント                       |
| 1995 | コロンビア       | ドゥイタマ                           |
| 1996 | スイス           | ルガーノ                             |
| 1997 | スペイン         | サン・セバスティアン                 |
| 1998 | オランダ         | ファルケンビュルフ・アーン・デ・フル |
| 1999 | イタリア         | ヴェローナ                           |
| 2000 | フランス         | プルエイ                             |

| 年   | 開催国         | 開催地                            |
| ---- | -------------- | --------------------------------- |
| 2001 | ポルトガル     | リスボン                          |
| 2002 | ベルギー       | ヒュースデン＝ゾルダー ハッセルト |
| 2003 | カナダ         | ハミルトン                        |
| 2004 | イタリア       | ヴェローナ                        |
| 2005 | スペイン       | マドリー                          |
| 2006 | オーストリア   | ザルツブルク                      |
| 2007 | ドイツ         | シュトゥットガルト                |
| 2008 | イタリア       | ヴァレーゼ                        |
| 2009 | スイス         | メンドリージオ                    |
| 2010 | オーストラリア | メルボルン ジーロング             |
| 2011 | デンマーク     | コペンハーゲン                    |
| 2012 | オランダ       | リンブルフ                        |
| 2013 | イタリア       | フィレンツェ                      |
| 2014 | スペイン       | ポンフェラーダ                    |
| 2015 | アメリカ合衆国 | リッチモンド (バージニア州)       |
| 2016 | カタール       | ドーハ                            |
| 2017 | ノルウェー     | ベルゲン                          |
| 2018 | オーストリア   | インスブルック                    |
| 2019 | イギリス       | ヨークシャー                      |
| 2020 | イタリア       | イーモラ                          |
| 2021 | ベルギー       | ブルージュ ルーヴェン             |
| 2022 | オーストラリア | ウロンゴン                        |
| 2023 | イギリス       | グラスゴー                        |
| 2024 | スイス         | チューリッヒ                      |